# 가이위요
가이위요(세네카어: Gai'wiio)는 1799년 세네카족 사람 가뇨다이요가 이로쿼이 전통종교에 기독교, 특히 퀘이커로부터 차용한 요소를 접목하여 창시한 종교운동이다. “가이위요”란 “좋은 말씀(영어: Good Message)”이라는 뜻이다. 1969년 기준 5,000 명의 신도를 가지고 있었다.:3 원래 가이위요는 이로쿼이 전통 애니미즘과 대립되는 신흥종교였으나, 이후 기독교에 대한 “오래된 대안(Old Way)”으로 알려졌다.
전통적으로 이로쿼이인들은 긴집을 짓고 공동거주생활을 했다. 전통사회가 형해화되고 이로쿼이인들의 주거생활도 단독주택으로 바뀌었지만, 가이위요는 긴집을 종교적 용도로 사용한다. 그래서 흔히 긴집 종교(영어: Longhouse Religion)라고도 불린다.

## 기원

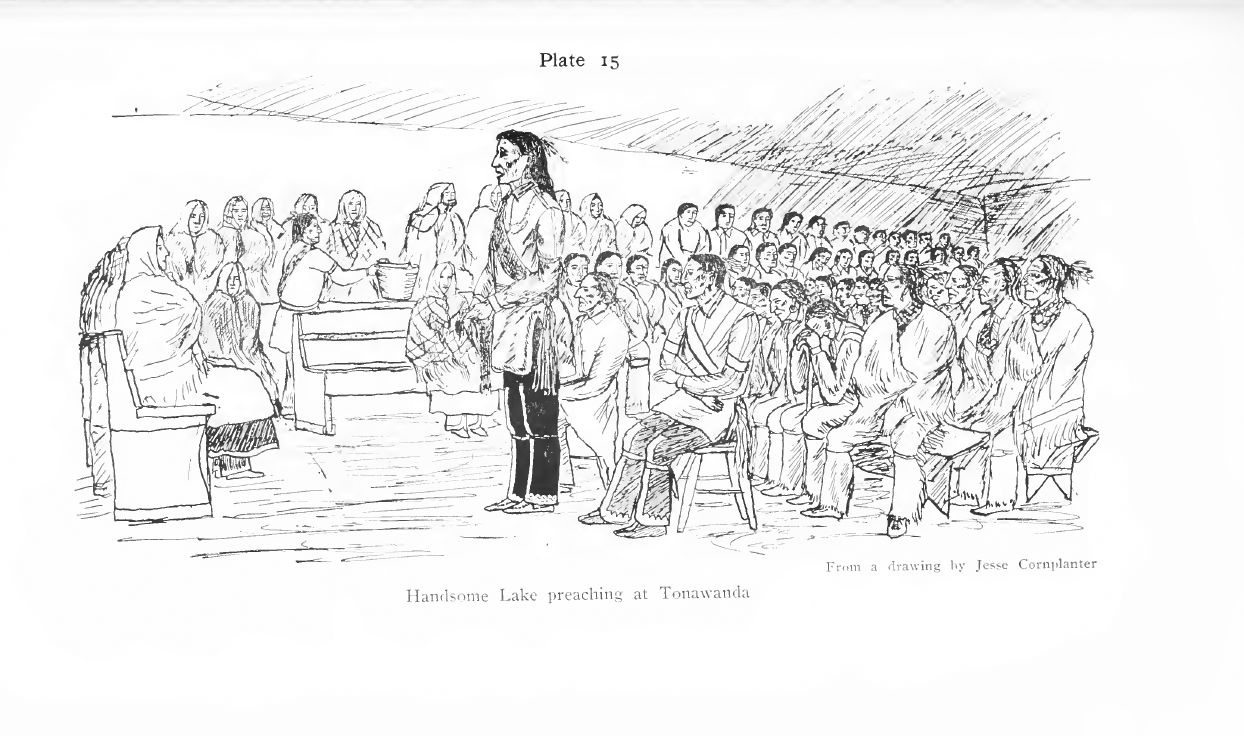
설교하는 가뇨다이요. 1913년 그림.

가난과 술독에 빠져 살던 가뇨다이요(“멋진 호수”라는 뜻)는 64세 되던 해에 무아지경에 빠져 계시를 받았고, 술을 끊고 종교를 창시했다. 가뇨다이요는 왐품에 자신의 가르침을 새겨:310 뉴욕주와 펜실베이니아주의 이로쿼이인 사이에 퍼뜨렸고, 이것은 “멋진 호수의 율법”이라고 알려지게 되었다.
이후 가뇨다이요는 1815년 죽을 때까지 여생을 자신의 가르침을 설교하는 데 보냈고, 1912년까지 여섯 개의 가이위요 종단(holders of the Gaihwi:io)이 생겼다. 그런데 그 내용은 구전되었기 때문에 점차 종단들 사이에 내용의 차이가 생겼다. 1860년대에 가이위요 종단들이 가뇨다이요의 생가가 있는 뉴욕주 콜드스프링에서 모여 서로의 율법을 비교해 보니 차이가 많았다. 그래서 세네카 족장 존 재킷이 통일된 버전을 만들고 이를 세네카어로 종이에 써 기록했다. 재킷이 쓴 경전은 헨리 스티븐스를 거쳐 에드워드 콘플랜터에게 전해졌으나 콘플랜터가 어떻게 그것을 잃어버렸다. 1903년, 다시 교리에 차이가 생길 것을 우려한 콘플랜터가 기억을 더듬어 경전을 재작성했고, 영구보존을 위해 뉴욕주립기록원에 넘겼다. 이것을 침례교 설교사 윌리엄 블루스카이가 영어로 번역했다.

## 의식
1년에 두 번, 한겨울 추수감사절(1월 15일에서 2월 15일 사이)과 육족연맹 부족회의가 있는 9월에 의식이 소집된다. 때가 되면 보호구역끼리 서로 설교사를 맞바꾸어 보낸다. 의식은 총 3일이 걸리는데, 아침에만 수행한다. 매일 아침 해가 뜨기 전 설교사가 긴집의 화톳불가에 서서 좋은 날씨를 기원하는 노래를 부른다.
의식 진행 중에 설교사는 불가에 서고, 조수 한 명이 하얀 왐품 타래를 들고 옆에 앉는다. 신도들은 긴집 내부의 벽을 따라 배치된 긴의자에 앉고, 여자들은 숄을 써서 머리를 가린다.
의식이 진행되는 긴집 안의 분위기는 마치 개신교 부흥회와 비슷하다. 참석자들은 감정이 북받쳐 눈물을 흘리고, 감정적 분위기가 전염되어 가이위요 신앙을 믿는다고 새삼 선언한다.

## 반응
모든 이로쿼이 부족민들이 가이위요를 고유의 전통종교로서 믿는 것은 아니다. 오히려 가이위요의 율법이 기독교 대각성 운동의 영향을 받은 사이비라고 보고 거부하는 이들도 있다. 이들 전통주의자들은 이로쿼이 연맹을 건국한 위대한 조정자 테카나위타의 가르침 카이아네레코와를 그대로 따라야 한다고 주장한다.
모르몬교의 창시자 조셉 스미스 주니어는 가뇨다이요의 신비체험에 영향을 받은 것으로 생각된다. 스미스가 보았다는 환시는 가뇨다이요의 그것과 유사하다.